# Ircinia subaspera
Ircinia subaspera är en svampdjursart som beskrevs av Cook och Patricia R. Bergquist 1999. Ircinia subaspera ingår i släktet Ircinia och familjen Irciniidae. Inga underarter finns listade i Catalogue of Life.